# Strehla
Strehla (em alto sorábio: Strjela) é um município da Alemanha, situado no distrito de Meißen, no estado da Saxônia. Tem 30,07 km² de área, e sua população em 2019 foi estimada em 3.721 habitantes.